# Гринченко, Тимофей Устинович
Тимофей Устинович Гринченко (20 февраля 1899 года, слобода Ульяновка, Орликская волость, Кобелякский уезд, Полтавская губерния — 26 февраля 1968 года, Москва) — советский военный деятель, генерал-майор (13 сентября 1944 года).

## Начальная биография
Тимофей Устинович Гринченко родился 20 февраля 1899 года в слободе Ульяновка Кобелякского уезда Полтавской губернии.
Работал в частной кооперативной лавке в г. Армавир рабочим по развозке керосина и продавцом.

## Военная служба

### Гражданская война
В 1919 году призван в ряды РККА, однако не служил в связи с тяжёлой болезнью, из-за чего был уволен.
20 апреля 1920 года Армавирским губкомом комсомола Т. У. Гринченко направлен на службу в РККА, после чего учился на командных курсах в Воронеже, откуда переведён на 37-е Тихорецкие курсы красных командиров, курсантом которых принимал участие в боевых действиях против белогвардейских войск на территории Северного Кавказа и Терской области. По окончании курсов в мае 1921 года назначен на должность командира роты в составе 116-го стрелкового полка (9-я Кубанская армия), дислоцированного в Краснодаре. В сентябре того же года переведён в Новониколаевск в распоряжение помощника главкома по Сибири, где служил в штабе на должностях для поручений и коменданта штаба.

### Межвоенное время
В октябре 1922 года учился на курсах «Выстрел», после окончания которых с августа 1923 года служил в 87-м стрелковом полку (29-я стрелковая дивизия, Западный военный округ) на должностях командира роты и помощника командира батальона.
В сентябре 1928 года назначен на должность командира и комиссара 8-й отдельной роты местных стрелковых войск по охране складов НКО во Ржеве. В феврале 1931 года переведен в 110-й стрелковый полк (37-я стрелковая дивизия, Белорусский военный округ), где служил на должностях помощника командира и командира батальона, помощника командира полка.
В мае 1937 года майор Т. У. Гринченко назначен на должность командира 98-го стрелкового полка (33-я стрелковая дивизия), однако в ноябре того же года повторно направлен на учёбу на курсы «Выстрел», после окончания которых в августе 1938 года назначен на должность командира 226-го горнострелкового полка (20-я горнострелковая дивизия, Закавказский военный округ), а 8 октября того же года — на должность командира 47-й горнострелковой дивизии. В ноябре 1940 года направлен на учёбу на Курсы усовершенствования высшего начальствующего состава при Военной академии имени М. В. Фрунзе, после окончания которых в мае 1941 года вернулся на прежнюю должность.

### Великая Отечественная война
С началом войны 47-я горнострелковая дивизия под командованием Т. У. Гринченко выполняла задачу по прикрытию советско-турецкой государственной границы и черноморского побережья. В августе дивизия была включена в состав 46-й армии (Закавказский фронт) и с 23 августа занималась укреплением тыловых оборонительных рубежей в районах Ахалцихе, Шиш Тапа, Ахалкалаки. 25 сентября дивизия включена в состав 38-й армии (Юго-Западный фронт), после чего принимала участие в боевых действиях в ходе Киевской оборонительной операции.
В ноябре 1941 года полковник Т. У. Гринченко назначен на должность начальника отдела боевой подготовки 37-й армии, которая вскоре принимала участие в ходе Ростовской и Барвенково-Лозовской наступательных операций и затем в наступательных боевых действиях на краматорском направлении. В июне 1942 года назначен на должность заместителя начальника штаба 37-й армии по ВПУ, которая в июле принимала участие в ходе Донбасской оборонительной операции. 29 июля танковые части противника вышли к совхозу Башанта (Сальский округ), где располагался штаб армии, и затем стали обходить его с двух сторон. Машина полковника Т. У. Гринченко, находясь в арьергарде, была разбита, а сам Гринченко ранен и оставлен на поле боя. Ночью переоделся в гражданскую одежду и затем добрался до бывшего колхоза «За власть Советов» в Успенском районе, где под видом мобилизованного рабочего устроился полевым рабочим.
25 января 1943 года в связи с наступлением Красной армии перешел линию фронта в районе ст. Дмитриевка на участке 58-й армии, после чего проходил проверку при особых комиссиях НКВД армии и Северо-Кавказского фронта и в феврале того же года назначен на должность заместителя командира 317-й стрелковой дивизии, которая участвовала в ходе боевых действий в районе плавней во время Краснодарской наступательной операции.
В начале мая полковник Т. У. Гринченко назначен на должность заместителя командира 351-й стрелковой дивизии, однако в том же месяце переведён на должность командира 43-й стрелковой бригады. В конце июля 1943 года на базе этой и 256-й стрелковых бригад была сформирована 304-я стрелковая дивизия, а полковник Т. У. Гринченко утвержден её командиром. Вскоре 304-я стрелковая дивизия принимала участие в ходе Новороссийско-Таманской наступательной операции, в форсировании реки Кубань и освобождении города Темрюк (Краснодарский край).
В ноябре назначен на должность заместителя командира 11-го стрелкового корпуса в составе Северо-Кавказского фронта, который вскоре передан в состав 1-го Украинского фронта. 24 декабря 1943 года переведён на должность командира 276-й стрелковой дивизии, которая вскоре принимала участие в ходе Житомирско-Бердичевской наступательной операции.
6 июля 1944 года полковник Т. У. Гринченко назначен на должность командира 129-й гвардейской стрелковой дивизии, которая вскоре принимала участие в ходе Львовско-Сандомирской, Восточно-Карпатской, Карпатско-Дуклинской, Карпатско-Ужгородской, Западно-Карпатской и Моравско-Остравской наступательных операций.

### Послевоенная карьера
После окончания войны находился на прежней должности в Прикарпатском военном округе.
Генерал-майор Тимофей Устинович Гринченко 10 сентября 1946 года вышел в отставку. Умер 26 февраля 1968 года в Москве. Похоронен на Введенском кладбище.

## Награды
- Орден Ленина (06.05.1946);
- Три ордена Красного Знамени (03.01.1944, 20.09.1944, 03.11.1944);
- Орден Суворова 2 степени (23.05.1945);
- Орден Богдана Хмельницкого 2 степени (30.06.1945);
- Орден Отечественной войны 1 степени (22.10.1943);
- Медали.

Иностранные награды
- Орден Белого льва 3 степени (Чехословакия);
- Чехословацкий Военный крест;
- орден «Крест Грюнвальда» (ПНР);
- Медаль «В память 20-летия Словацкого восстания 1944 года»

## Воинские звания
- Майор (29.01.1936);
- Полковник (16.08.1938);
- Генерал-майор (13.09.1944).